# Octubre (película)
Octubre (en ruso: Октябрь, Oktyabr) es una película soviética muda de 1928 dirigida por Serguéi Eisenstein y Grigori Aleksándrov en la que se narra el comienzo de la revolución rusa en Petrogrado. Originalmente estrenada como Octubre en la Unión Soviética, la película fue reeditada y lanzada en otros países como Diez días que transformaron el mundo, nombrado después del libro de John Reed sobre la revolución.

## Temática
El filme cierra la trilogía de películas de Eisenstein iniciada por La huelga y seguida de El acorazado Potemkin. Octubre fue comisionada por el Comité Central del Partido para honrar el décimo aniversario de la Revolución de Octubre. Siguiendo la filosofía comunista, en Octubre no hay personajes principales. La habilidad de Eisenstein y su experiencia se ve en los rápidos movimientos y en el ritmo en el montaje, así como en la construcción de intensas secuencias. Muchos participantes de la revolución tales como los Guardias Rojos, soldados, marineros o personajes como Trotski y Lenin aparecen en el filme, dando buena prueba de la fidelidad que pretende reflejar.

## Trama
Octubre muestra a Rusia después de la Revolución de Febrero de 1917, contando la historia de los acontecimientos que llevaron a la revolución bolchevique en octubre de 1917. La película inicia con la caída del gobierno zarista, retratada de forma simbólica en la que se derriba la estatua de Alejandro III de Rusia. Este acontecimiento agudiza la situación inestable del gobierno provisional debida a la Primera Guerra Mundial y el descontento y hambre de la población. La población, no conformada con la situación social, realiza más manifestaciones exigiendo cambios.
En abril, Lenin llega desde el exilio, apelando a reacciones más violentas, haciendo que el gobierno bloquee el paso de los trabajadores al centro de Petrogrado y ordene su arresto. Esta escena es dramatizada y merece un destaque por su representación: en un montaje fantástico, los puentes se levantan con los cuerpos de los bolcheviques extendidos sobre la plataforma mientras los burgueses tiran copias de los periódicos bolcheviques en el río.
En octubre, Lenin desobedece al gobierno y comanda el ataque al Palacio de Invierno, en la que el gobierno tendrá un intento fallido de proteger el palacio colocando a varios militares a su favor. Lo que no esperaban, era que los militares se pusieran al lado de los insurgentes, y eso es lo que sucede. Mientras tanto, en el Segundo Congreso de los Soviets, los mencheviques no consiguen decidir si deben entrar en la revuelta para controlarla, o oponerse a ella, apelando a la vía pacífica. Sin embargo, la situación escapa de su control y el Palacio es invadido por los manifestantes y los guardias, derrocando así el gobierno provisional.

## Reparto

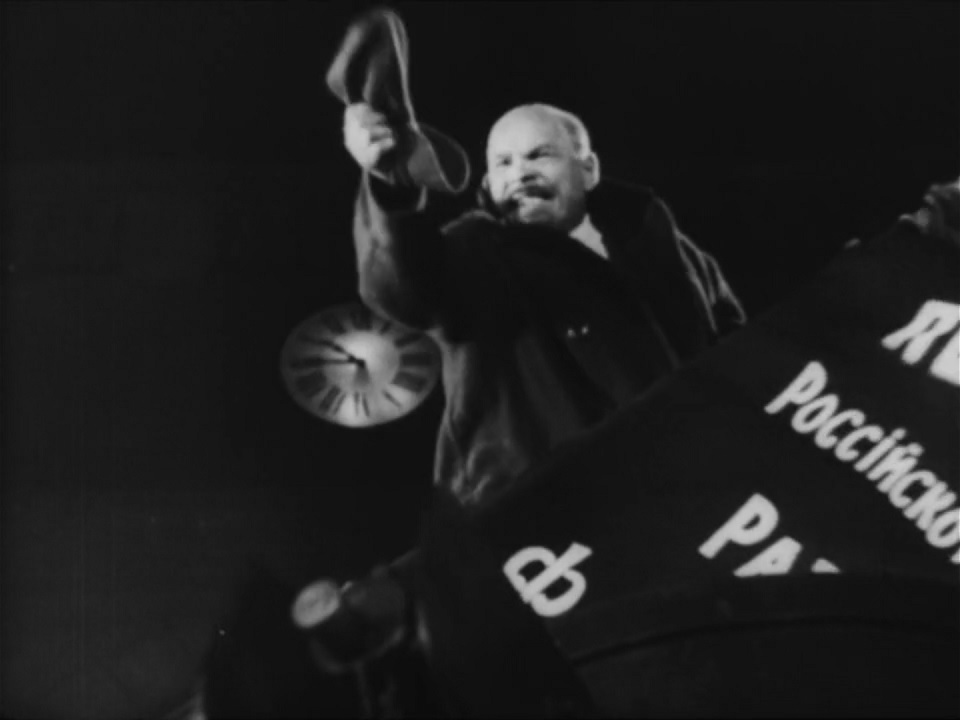
Vasili Nikándrov interpretando a Lenin

- Nikolái Popov (Николай Попов): Aleksandr Kérenski
- Vasili Nikándrov (Василий Никандров): Vladímir Lenin
- Liashenko (Ляшенко): el ministro Aleksandr Konoválov
- Chíbisov (Чибисов): el ministro Matvéi Skóbelev (Матвей Скобелев)
- Mijaliev (Михалев): el ministro Nikolái Kishkin (Николай Кишкин)
- Nikolái Podvoiski, en un cameo
- Vladímir Antónov-Ovséyenko, en un cameo
- Apfelbaum (Апфельбаум): Grigori Zinóviev
- Borís Livánov (Борис Ливанов): el ministro Mijaíl Teréshchenko
- Smelski (Смельский): el ministro Dmitri Verderevski (Дмитрий Вердеревский)
- Eduard Tissé (Эдуард Тиссэ): un soldado alemán
- Yuri Sazónov: un bolchevique

## Estreno y censura
El filme, previsto a estrenarse el 7 de noviembre de 1927, se retrasó en su estreno hasta 1928 debido a la presión de algunos grupos influyentes. Eisenstein tuvo que volver a editar la película para eliminar toda referencia a León Trotski, quien había sido purgado recientemente por Iósif Stalin.
La película no fue tan exitosa o influyente en la Unión Soviética como lo fue El acorazado Potemkin. Las autoridades se quejaron de la técnica de montaje de Eisenstein, que resultaba ininteligible para las masas.